# Buda, Tarașcea
Buda (în ucraineană Буда) este un sat în comuna Kîslivka din raionul Tarașcea, regiunea Kiev, Ucraina.

## Demografie
Componența lingvistică a localității Buda
     Ucraineană (97,04%)
     Rusă (2,37%)
     Alte limbi (0,59%)
Conform recensământului din 2001, majoritatea populației localității Buda era vorbitoare de ucraineană (97,04%), existând în minoritate și vorbitori de rusă (2,37%).